# Lyropteryx sparsa
Lyropteryx sparsa är en fjärilsart som beskrevs av Hans Ferdinand Emil Julius Stichel 1924. Lyropteryx sparsa ingår i släktet Lyropteryx och familjen Riodinidae. Inga underarter finns listade i Catalogue of Life.